# Indische Badmintonmeisterschaft 1937/38
Die Indische Badmintonmeisterschaft der Saison 1937/38 fand in Kalkutta statt. Es war die vierte Austragung der nationalen Titelkämpfe im Badminton in Indien. 	

## Titelträger
| Disziplin    | Sieger                     |
| ------------ | -------------------------- |
| Herreneinzel | George Lewis               |
| Dameneinzel  | Pearl Goss                 |
| Herrendoppel | Harmarain Hadait           |
| Damendoppel  | Pearl Goss D. Shandley     |
| Mixed        | George Lewis Novina George |